# Мунайтпасов, Хаджимукан
Хаджимука́н (Кажымука́н) Мунайтпа́сов (каз. Қажымұқан Мұңайтпасұлы; 7 апреля 1871, аул Караоткель Акмолинской области — 12 августа 1948, колхоз Ленин туы, Южно-Казахстанская область) — казахский и советский борец и артист цирка.
Неоднократно (в 1909, 1911, 1913 и 1914 годах) побеждал в чемпионатах мира по классической борьбе среди профессионалов. Первый казах, завоевавший титул чемпиона мира по французской борьбе; многократно побеждал в мировых, российских, региональных, затем и общесоюзных чемпионатах по классической борьбе среди тяжеловесов. Является обладателем около полусотни наград и медалей разных проб.
Выступал под японским именем Ямагата Муханура на международных соревнованиях за Маньчжурию. Хаджимукана также прозвали «Чёрным Иваном», а после совершения хаджа в 1912 году, он получил к своему имени приставку «Хаджи» (паломник), с которым и стал известен во всём мире.
В дореволюционный период Хаджимукан успешно выступал на международных аренах вместе с такими легендарными борцами, как Иван Поддубный, Георг Лурих (в 1904 году в схватке с Георгом было следующее: Хаджимукан встретился с Георгом Лурихом, который был хозяином чемпионата. Но первая двадцатиминутная схватка не даёт результата и Лурих вызывает его на реванш в следующий день. Но и на этот раз Луриху не удаётся победить его, и судьи, симпатизирующие Луриху, продлевают время боя и, в конечном счёте, объявляют его победителем[8].) и Иван Заикин. После Октябрьской революции активно участвовал в становлении Советской власти в Казахстане, основал первый в истории Казахстана профессиональный театр, из лона которого вышли многие именитые артисты того времени, организовывал различные чемпионаты.
Во время Великой Отечественной войны Хаджимукан своими выступлениями собирал средства на помощь армии и подарил фронту самолёт, названный в честь Амангельды Иманова.

## Биография

### Происхождение
Хаджимукан является выходцем из племени Кыпшак рода Алтыбас, который известен легендами о том, что его дед со стороны матери — Лек-балуан — обладал такой силой, что мог вырывать деревья вместе с корнями.

### Детство и юность
Хаджимукан родился 7 апреля 1871 года (по паспортным данным) в Российской Империи в ауле Караоткель Акмолинской области современного Казахстана, но насчёт даты его рождения существуют и другие мнения. Его отец, Мунайтпас Ернаков, был весьма скромным и бедным человеком, но обладал недюжинной физической силой и часто побеждал в борцовских поединках, за что получил прозвище «толстоногого балуана». Дед Кажымукана, Ернак, тоже отличался большой физической силой и борцовским мастерством, он-то и предвидел блестящее будущее своего внука и стал обучать его премудростям национального вида борьбы қазақша күрес. ===
Журналист Казбек Сулейменов, который неоднократно встречался с Хаджимуканом, утверждал, что он остался сиротой в 9 летнем возрасте и с детства пас овец у баев. В повести Алимкула Буркитбаева Мукан осиротел в 19 лет, но затем Буркитбаев стал придерживаться того мнения, что его отец скончался в 1914 году, когда Хаджимукан находился в Риге и ему было 43 года.
Хаджимукан начал батрачить у баев ещё в подростковом возрасте и выполнял тяжёлую физическую работу. В поисках работы он отправляется в Кызылжар, где работает у местного богача-татарина. Его мать рассказывала, что он мог на спор, в качестве забавы, съесть целого барана или выпить полный бурдюк масла. Существует легенда о том, что Хаджимукан без чьей-либо помощи вытащил застрявшего в тине быка. Также существует история о том, что в 1889 году хозяин Хаджимукана поручил ему привезти сухого сена в самый разгар суровой зимы. По пути одна из лошадей упала и не вставала, после чего Хаджимукан уложил её в телегу, вторую лошадь привязал позади, а сам потащил всех их в аул.
Хаджимукану не исполнилось и 17 лет, когда о нём стали говорить как о сильном борце, имевшем на своём счету немало побед над борцами Акмолинской области, и слава о нём стала расходиться по всей казахской степи. По рассказам Хаджимукана, в 18 лет его пригласили в цирк. Он работает в конюшне и вместе с этим обучается премудростям цирковой борьбы. Когда ему исполняется 20 лет, он впервые выходит на арену.

### Дебют
В 1901 году в Омске открывается чемпионат по французской борьбе и слухи о выступлении профессиональных борцов и их победах над местными борцами доходят до Хаджимукана. Решив вступить в поединок с профессионалами, Хаджимукан принимает вызов самого сильного из них — Андрея Злобина.
Эта схватка оказывается тяжёлым испытанием не только для Хаджимукана, но и для самого Злобина, встретившего достойного соперника. Но Злобин оказывается более техничным и опытным, и побеждает его на 18 минуте после начала схватки. Русский борец, испытавший колоссальные физические способности молодого казахского силача, по легенде, советует ему выбрать борьбу своей профессией и поступить в школу борцов знаменитого Ивана Владимировича Лебедева, известного как «Дядя Ваня». Говорят, что Хаджимукан обучался в лебедевской школе в период 1903—1904 годов. Однако, вызывает сомнение утверждение о том, что Хаджимукан, который был старше Лебедева на целых десять лет, учился у него и вся эта история похожа скорее на легенду для цирковой афиши. Но эта легенда попала даже в Казахскую энциклопедию (см. III том, стр. 345). Дату открытия Лебедевым своей школы — июнь 1905 года — большинство авторов делают отправной точкой для спортивной карьеры Хаджимукана, однако на тот момент Хаджимукану исполнилось 34 года, и о его жизни между 20 и 34 годами ничего не известно. К тому же, рекомендателем Хаджимукана называют то вышеупомянутого Злобина, то Поддубного, даже некоего тигролова из Казани — Доброго-Рябого. Причём в поле зрения у известных «коллекционеров атлетической старины» Хаджимукан появляется именно в тот период: 1905 году у В. М. Пивкина, а в 1908 году у Ю. В. Шапошникова.
Не совсем ясно, чем занимался Хаджимукан с 20-летнего возраста до 35 лет. Ситуацию можно прояснить, если предположить, что он родился не в 1871 году, а в 1883. Это согласуется со словами Сабита Муканова: «В дни нашего путешествия (в 1925 году) Хаджимукану уже перевалило за сорок» (то есть он родился чуть раньше 1885 года, но никак не мог родиться в 1871 году).

### Первый успех
Первый крупный успех приходит к Хаджимукану в 1905 году в Харбине. Он прошёл чемпионат по борьбе «джиу-джитсу» без единого поражения и завоевал золотую медаль. После возвращения из Харбина Хаджимукан приобрёл славу «Чемпиона Маньчжурии». У него было несколько псевдонимов: «Чёрный Иван» (Одно из известнейших прозвищ, его называли так, поскольку он выступал в составе четырёх Иванов — вместе с Поддубным, Заикиным и Шемякиным), «Красная маска», но псевдоним «Муханура» закрепился за ним вплоть до Октябрьской революции, отсюда и пошло прозвище «Ямагата Мухунури».

### В дореволюционный период
До революции предприимчивые директора чемпионатов и репортёры стали выдавать его то за японца, то за маньчжура. Например, в 1909 году Хаджимукан выступал в группе знаменитого эстонского борца, чемпиона мира Георга Луриха. Говоря о ведущей группе своих борцов, Лурих так описывал Хаджимукана: 

Сын востока — японец Муханура. Он борец крепкого и редкого сложения, отличается дикостью и свирепостью в борьбе.
В 1909 году на чемпионате мира по французской борьбе в Гётеборге (Швеция) Хаджимукан завоёвывает золотую медаль и становится первым казахом, который получил титул чемпиона мира по борьбе.

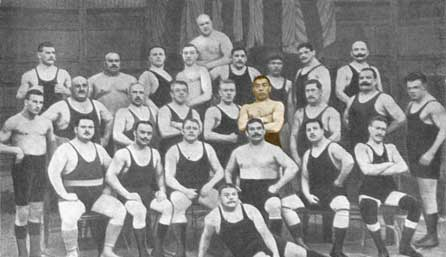
Хаджимукан на групповой фотографии (Гётеборг, 1909)

В 1910 году в Америку выезжает большая группа европейских и российских борцов. В Америке они разделились на несколько групп, в одной из них присутствовал Хаджимукан.
Самым успешным выступлением Хаджимукана в турне по городам Южной Америки была его победа в столице Аргентины Буэнос-Айресе, где он был награждён золотой медалью.
Уже в декабре 1910 — январе 1911 года он выступает на международном чемпионате в Москве, из чего следует, что Хаджимукан к тому времени уже вернулся из Америки. В этом чемпионате Хаджимукан за короткий промежуток времени побеждает Разумова, Шнейдера, Иоганесова, Винтера и Аполлона. Очень ожесточённо проходит его схватка с борцом Циклопом, которая закончилась вничью. На седьмой день Хаджимукан встретился с Георгом Лурихом, который был хозяином чемпионата. Но первая двадцатиминутная схватка не даёт результата и Лурих вызывает его на реванш в следующий день. Но и на этот раз Луриху не удаётся победить его, и судьи, симпатизирующие Луриху, продлевают время боя и, в конечном счёте, объявляют его победителем.
В апреле 1911 года Хаджимукан выступает в Петербурге. Среди участников чемпионата, который проходил в летнем саду «Фаре», было несколько чемпионов мира, в том числе Рауль де Руан и Георг Лурих. Участь предыдущего чемпионата постигла Хаджимукана и на этот раз: в середине чемпионата его дисквалифицируют за, якобы, нарушение правил.
Казань. В чемпионате борьбы кончившимся у Никитина I приз поделили «Чёрный Геракл» Джоэ Мора и Мартынов, II — любимец мусульманской публики — Хаджи Мукан.
Затем Хаджимукана приглашают на международные соревнования в Варшаву, где Хаджимукан встречается со знаменитым Полем Абсом, чемпионом России Иваном Яго и известным российским борцом латышом Вейланд-Шульцем. Хаджимукан завоёвывает золотую медаль, в то время как Лаубе и Поль Абс получают серебряную и бронзовую медали соответственно.
Через полгода Хаджимукан вновь возвращается в Польшу для того, чтобы принять участие в первенстве Варшавы. Он занял призовое место, но выше его оказались чешский борец Карл Поспешил, чемпионы мира Карл Зафт и Георг Лурих.
В мае месяце 1912 года Хаджимукан принимает участие в саратовском чемпионате, который носил международный характер. Он был награждён серебряной медалью и был афиширован под своим настоящим именем, но выдали его за татарина.
В 1912 году Хаджимукан принял участие в соревновании, которое проходило в нижегородском цирке «Сур». Решался вопрос: кому достанутся большая и малая медали «Всероссийского чемпионата». Хаджимукан с первых дней выступал успешно и, уверенно расправившись со своими соперниками, вышел в финал. Но к концу чемпионата вопреки правилам в борьбу вступил способный борец и цирковой артист Николай Турбас. Схватка Турбаса и Хаджимукана решала судьбу I и II места. Хаджимукан в этой схватке пытался подавить своего соперника мощными толчками и обессилить противника физической мощью. Хотя Турбас много раз был на грани поражения, он умудрялся ловкостью своей ускользнуть от хвата Хаджимукана. Вот так вспоминал Турбас тот поединок:

Между нами особенно выделялся своей фигурой и силой киргизский атлет Кажымукан. Он имел широчайшие плечи, колоссальную силу, длинные руки, что имело большое значение в борьбе. <…> многие борцы боялись его и неохотно вступали с ним в борьбу.

Когда Хаджимукану удалось опрокинуть Турбаса, который был нижегородцем, со сцены, этот непредвиденный случай задел местных зрителей. Они, будучи незнакомыми с правилами борьбы, активно вмешивались в судейство. Наконец, когда Хаджимукан явился за кулисы, чтобы сменить одежду, там его ждали вооружённые люди. Хаджимукану оставалось только уйти через чёрный ход. Таким образом большая золотая медаль была присуждена Николаю Турбасу, а малая золотая ― Хаджимукану.
В 1913 году Хаджимукан вместе с такими выдающимися борцами, как Иван Поддубный, Иван Заикин, Николай Вахтуров и Алекс Аберг, выступает в нескольких крупных международных соревнованиях, и в некоторых из них занимает места в первой тройке призёров.
Большого успеха Хаджимукан добивается в конце 1913 года в Троицке, где 18 раз выходит на ковёр и ни разу не проигрывает. Среди побеждённых: знаменитый немецкий борец Вестергард Шмидт, француз Фисури Колос, эстонский силач Тигане, русский борец Петров.
В 1914 году Хаджимукан приезжает в Нижний Новгород для участия в соревнованиях, где основным его соперником должен был стать Вестергард Шмидт. Чтобы избежать поражения, Шмидт выдвигает такое условие, которое Хаджимукан выполнить не в силах: он заявляет, что будет бороться только за личный приз в размере 100 рублей. Хаджимукан обращается к залу и просит кого-нибудь внести эти 100 рублей вместо него. Из зала выходят его земляки — Нурлан и Абдулла Есеркеновы — и протягивают арбитру нужную сумму. Принципиальная схватка между Шмидтом и Хаджимуканом оканчивается победой казахского борца.
Среди многочисленных побед Хаджимукана особенно знаменательна его победа над японским борцом Саракики Джиндофу. После окончания официального чемпионата мира по французской борьбе в Харбине (по другим сведениям: в Японии), Саракики выходит на ковёр и заявляет, что с помощью японской борьбы джиу-джитсу он положит на лопатки любого борца. Зная об особенностях этой борьбы, никто не принимает этот вызов, кроме Хаджимукана. Во время схватки Саракики разрывает Хаджимукану ухо и нижнюю губу, но, приловчившись, Хаджимукан берёт японца в мощный захват и швыряет на ковёр. Впоследствии Саракики умирает, то ли от разрыва сердца, то ли от сумасшествия.
В то время слава Хаджимукана гремела по всему миру. Один из русских борцов писал: 

По всему миру гремела тогда слава русского богатыря Ивана Поддубного и казахского батыра Кажымукана.
Земляки гордились успехами Хаджимукана, считали его национальным героем. В 1913 году газета «Казах» опубликовала заметку о нём под названием «Казах-богатырь»: 

В данный момент в Петербурге, Москве, а также и иностранных государствах выступает казах-богатырь. Зовут его Мукан Мунайтпасов. Сейчас ему перевалило только за 30 лет. Его грудь украшает множество медалей.— Газета «Казах»

### Во время революции и после

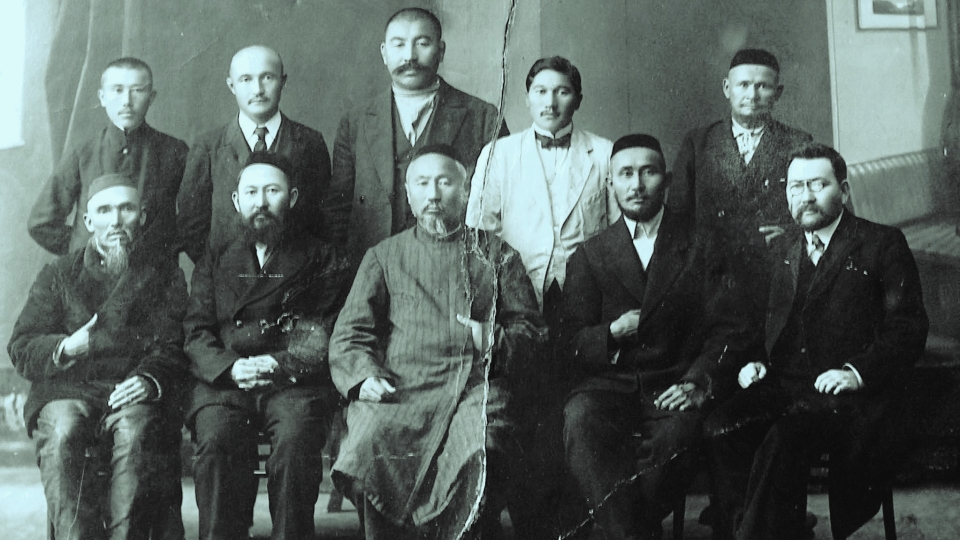
Хаджимукан Мунайтпасов (стоит по центру), Кокбай (брат Абая, сидит по центру), Турагул (сидит второй слева, сын Абая), Миржакип Дулатов (четвёртый справа в светлом), Ахмет Байтурсынов (крайний справа) и другие представители казахской интеллигенции (Семипалатинск, 1918 год)

После начала Октябрьской революции Хаджимукан участвует в становлении советской власти и борьбе против контрреволюционеров. Хаджимукан, 19 октября 1917 года, во главе омских казахов штурмовал штаб алаш-ординцев, это стало известно по документальным материалам, приведённым Сакеном Сейфуллиным на страницах повести «Тернистый путь».
После гражданской войны он приступает к своему любимому делу — организует различные чемпионаты на территории Казахстана. В 1926 году в Кызылорде впервые в истории казахского народа открывает профессиональный театр. В этом театре начинали свой путь многие народные таланты, среди них: один из победителей всемирного конкурса исполнителей народного творчества в Париже (1927) Амре Кашаубаев, народный артист Казахстана Калибек Куанышпаев, знаменитый акын-импровизатор Иса Байзаков.

### В конце жизни
В 1940 году уже заметно постаревший Хаджимукан решает в последний раз выступить перед публикой и этим завершить свою многолетнюю трудовую деятельность. Но после начала Великой Отечественной многие цирковые артисты прошлого передают свои сбережения на помощь фронту, и Хаджимукан, не захотев отставать от своих друзей, организовывает цирк-шапито и выступает перед зрителями, дабы собрать средства на помощь советским воинам. Используя нехитрый реквизит — молот, цепи и гири — гастролирует по аулам. Семидесятилетний старик вновь совершает силовые приёмы. Иногда, не найдя грузовика-полуторки, вместо этого ложится под амбарные ворота и по нему вышагивает весь аул.

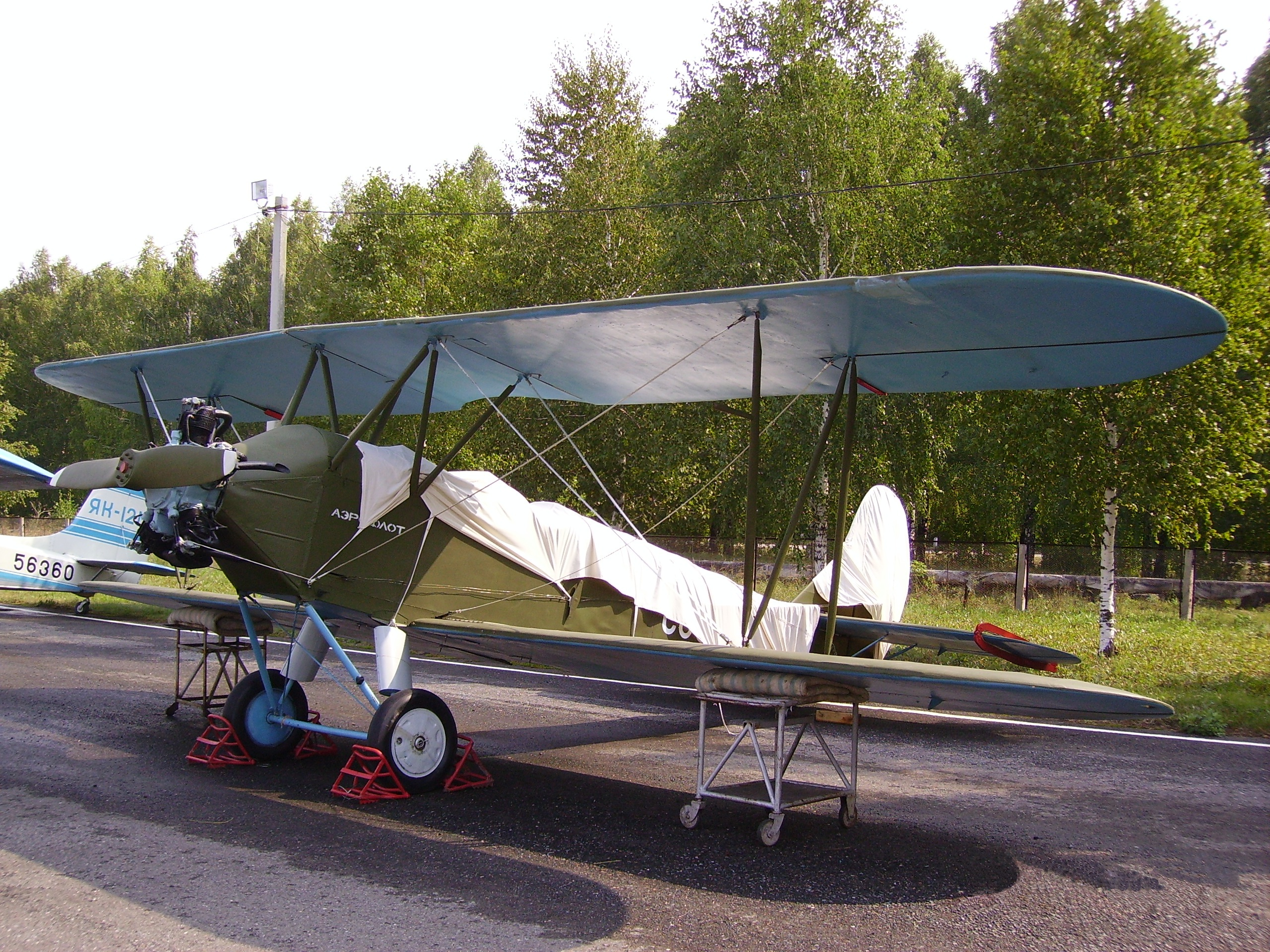
Один из самолётов У-2 (музей в Ульяновске)

Последнее выступление Хаджимукан провёл в 1944 году в районах Южно-Казахстанской области и собранные деньги в сумме 100 тысяч рублей сдал в Фонд обороны СССР. На собранные деньги он просит подарить от его имени Советской армии самолёт (модель У-2), который будет назван в честь другого легендарного казаха Амангельды Иманова.
В ответ на просьбу Хаджимукана ему приходит благодарственная телеграмма от Сталина, в котором он удовлетворяет его просьбу:

Примите мой привет и благодарность Красной Армии, тов. Хаджи Мукан, за вашу заботу о воздушных силах Красной Армии. Ваше желание будет исполнено.
— Сталин
Этот самолёт, торжественно вручённый самим Хаджимуканом, под управлением молодого лётчика-казаха Кажытая Шалабаева сражался на Прибалтийском и Ленинградском фронтах, совершил 217 боевых вылетов (из них 120 ночных) и пробыл в воздухе 430 часов.
В последние годы своей жизни Хаджимукан остался без внимания со стороны властей и вынужден был продавать медали, чтобы содержать свою большую семью. Ему было отказано в посещении его давнего друга Ивана Поддубного, судьба которого тоже сложилась трагически. Многие борцы, в том числе и сам Хаджимукан, подверглись преследованиям со стороны НКВД за, якобы, служение «царизму» и прочие «преступления». Несмотря на это, Хаджимукан своим авторитетом помогает родственникам, которые во время репрессий попали под «раскулачивание».
В 1947 году, за год до смерти, Хаджимукан пишет свою последнюю просьбу председателю Совмина Нуртасу Ундасынову, который по каким-то причинам не решается помочь престарелому борцу самостоятельно и урегулировать вопрос с пенсией, а вместо этого направляет прошение о помощи секретарю ЦК Жумабаю Шаяхметову. Но ЦК партии оказывается равнодушным к судьбе легендарного борца и не удовлетворяет его. Впрочем, следует учитывать, что вопросы назначения и выплаты пенсий вовсе не являлись прерогативой ЦК.
Текст письма Хаджимукана, который хранится в госархиве Казахстана:

Просьба.
Аксакал, разрешите изложить просьбу о моих невзгодах. Сегодняшнее моё положение весьма плохое. Прошу взглянуть на меня милосердным взглядом — нет у меня ни пищи, ни одежды. В возрасте, когда мне исполнилось семьдесят шесть и пошёл семьдесят седьмой год, впал я в подобное положение. В семье нет человека, пригодного для работы. Есть у меня трое малолетних детей.
1 июня 1946 года я переехал в колхоз «Ленинское знамя» Темирлановского сельсовета Арысского района, однако никакой помощи районные организации Арыси не оказывают. У меня нет дома, хотя обещали построить дом, но не построили. Живу в хлеву, в помещении для скота. Помимо сказанного выше, очень прошу Вас создать для Хаджимукана условия, приличествующие Хаджимукану. Дайте мне прочувствовать мой 75-летний юбилей. Предел моих желаний — это 1-2 коровы с телятами, чтобы было молоко, да кобыла с жеребёнком. Других просьб у меня нет. Привет от меня! Ежемесячную пенсию в размере 500 рублей, обещанную Вами, мне так и не выдали. Жду известий. Прощайте, с просьбой Хаджимукан. 10 января 1947 г.

За день до смерти, а умер он 12 августа 1948 года, Хаджимукан встречался с журналистом из Москвы. Об этом старейшему казахстанскому журналисту, автору сборника «Казахский батыр Хаджимукан» Газизбеку ТАШИМБАЕВу рассказал Фёдор Николаев. Этот человек, занимая в те годы должность председателя Южно-Казахстанского спорткомитета, сопровождал журналиста в село Темирлановка Южно-Казахстанской области, где именитый борец провёл последние годы своей жизни. Хаджимукан, очень обрадовался гостям.
За долгим дастарханом (сидели всю ночь) палуан с грустью произнёс: «Русские друзья меня помнят, а вот казахи забыли…». На следующий день его не стало — подскочило давление….
Хаджимукан умер 12 августа 1948 года в возрасте 77 лет, предположительно вследствие воспаления лёгких от проживания в хлеву, в колхозе «Ленинское знамя» (каз. Ленин туы) Темирлановского сельсовета Ордабасинского района Южно-Казахстанской области, не оставив после себя ни учеников, ни богатства, ни дома для своих детей.
Его могила находится в пяти километрах от села Темирлановка — административного центра Ордабасинского района.

## Мифы и легенды
Хаджимукан был хорошим рассказчиком и умел увлечь своего слушателя. Многие легенды о его несметных победах и могучей силе были порождены прежде всего самим великим борцом. Писатель Сабит Муканов, которому довелось неоднократно встречаться с Хаджимуканом, писал:

Больше всех говорил Хаджи Мукан. Мне казалось, он несколько расхвастался. Он утверждал, что уже успел побывать в 56 государствах, 56 раз получал звание чемпиона мира — и в знак этого 56 медалей. Сколько было у него медалей я точно не помню, но их действительно было много и притом из разных стран. Не думаю, чтобы каждая медаль присуждалась ему как чемпиону…
— Сабит Муканов «Школа жизни» (III том)
Однако весёлый скептицизм Сабита Муканова рассеялся, когда Хаджимукан на вечернем представлении стал сгибать толстые железные прутья, приносить на сцену и разбивать огромным молотом 20-пудовый каменный жёрнов. Далее следовал его коронный номер — по нему проезжали гружёные повозки.
Также Сабит Муканов писал, что когда Хаджимукан в сердцах «слегка» встряхнул задиристого поэта Ису Байзакова, тот ударился головой об потолок.
В специальном поезде, который следовал из Оренбурга в Ак-Мечеть (Кызылорда) на пятый съезд Коммунистической партии, Хаджимукану выделили целое четырёхместное купе — чтобы разместить его, пришлось соединить две нижние полки вокзальной скамьёй.
Также знаменит рассказ о битве Хаджимукана со стаей волков. В доказательство этой удивительной истории он приводил фотоснимок, на котором держал шесть мёртвых волков, по три штуки в руке.
Тысячи людей записывали себя в свидетели того, что Хаджимукан одной рукой стянул с места пароход, отходивший от пристани. Однако многие «свидетели» в жизни не видели даже судоходную реку.
Хаджимукан был легендарной личностью и обладал фантастической популярностью у народа. Как и вокруг любой другой знаменитой фигуры, вокруг него ходили разного рода небылицы, вплоть до того, что некоторые печатные издания утверждали о его способности завязать на шее «галстуком» целый рельс. А стандартный кусок рельса в те времена весил 295 килограммов и только для сгибания его на шее артиста требовались несколько десятков помощников.
Так же, многие были свидетелями того, как Хаджимукан, в 75 лет поднимал камень весом 350 кг, и этот камень сохранился и по сей день.
Сообщается, что 8 июня 2019 года казахстанский силач Сергей Цырульников повторил трюк Хаджимукана — одной рукой за 30 секунд 7 раз поднял человека весом 105 килограммов, а также за 108 секунд прибил гвоздём одной рукой 10 сковородок к доске-тридцатке (оба достижения попали в Книгу рекордов Гиннесса).

## Семья и потомки
Хаджимукан был многоженцем, был женат на четырёх женщинах и имел 4 сыновей (Халиолла, Габдолла, Айдархан, Жанадил) и 3 дочерей (София, Азия и Рашида).
Первой его супругой была цирковая артистка Надежда Чепковская, которая после замужества приняла ислам и взяла мусульманское имя Батима́ (Фатима). Они познакомились в 1909 году в Риге, а свадьбу сыграли в Омске. От неё у Хаджимукана был сын — Халиолла. Когда Хаджимукан взял себе вторую жену, Батима отправилась жить к Габдолле, которого они с Хаджимуканом усыновили из детского дома. Она скончалась на руках своей внучки Разии (дочь Халиоллы) в 1966 году в селе Редкое Называевского района Омской области, где по сей день живут потомки Хаджимукана.
В 1925 году он женится на Ырысты Тыныбаевне, от которой у него было три дочери (София, Азия и Рашида), в 1938 году на Мунаим, а в 1946 году на Айшагуль. Мунаим родила ему сына — Айдархана, а последняя жена, которая была на 30 лет младше его, родила ему сына Жанадила, когда ему было 77 лет.
Сын Хаджымукана, Кажымуканов Жанадил Хаджимуканович, был заслуженным тренером Казахстана по борьбе.
Приёмный сын Хаджимукана Габдолла, по национальности русский, был образованным человеком и исполнял должность прокурора сначала в Омске, а затем и на Украине, где участвовал в борьбе против бандеровцев, от рук которых и погиб.
В 1996 году выяснилось, что у Хаджимукана, якобы, есть дети во Франции от «жены-француженки», но казахстанские потомки не стали отвечать на приглашение от «французов».
Внук Хаджимукана — Шаттык Кажымуканов — является мастером спорта международного класса по карате-до, а в 2002 году стал серебряным призёром Азиатских игр.
Другой внук, Бахытжан Хаджимуханов — известный композитор, обладатель премии «Азия Дауысы» и «Жас Канат».

## Физические характеристики
Хаджимукан был действительно крепкого, богатырского телосложения: рост 195 см, вес 139 кг (в 1946 году он весил 174 кг), окружность бёдер 78 см, бицепсы 55 см, окружность шеи — 59 см, размер обуви 54 (данные приведены по профессору З. Конратбаеву).
Жим лежа: 200 кг на 2 раза.
Хаджимукан обладал необыкновенной силой, о чём свидетельствует такой случай:

Как-то в Жмеринке, борцов попросили перетащить сейф. Видя, что его друзья плохо справляются с такой работой, он с помощью верёвок взваливает железную глыбу на спину и поднимается с ней на второй этаж. Присутствующие не могли вымолвить ни слова. Они знали, что сейф весит 450 кг.

## Псевдонимы
Псевдоним «Ямагата Муханура» был дан Хаджимукану Иваном Лебедевым, который этим хотел привлечь публику на выступления казахского борца. Поговаривали, что Муханура был «грозным самураем» и «телохранителем Японского Императора».
Прозвище «Чёрный Иван» Хаджимукан получил из-за того, что выступал в составе «четвёрки Иванов» вместе с Иваном Поддубным, Иваном Заикиным и Иваном Шемякиным.
Псевдоним «Кара-Мустафа» («Чёрный Мустафа») Хаджимукану дали накануне выступлений в Турции — вместо непонятного для турок «японского» прозвища. Хаджимукан, который победил знаменитого турецкого борца и мастера масляной борьбы — Нуруллаха — во время выступления приглянулся правителю Стамбула Шакир-паше, который выяснил мусульманское происхождение загадочного «русского». Он предлагает Хаджимукану совершить вместе с ним хадж в Мекку и он, не раздумывая, соглашается на это предложение. После паломничества Хаджимукан (тогда ещё Мукан) получает к своему имени приставку «Хаджи» («Паломник») и с тех пор наиболее известен именно под именем «Хаджи-Мукан», с которым он впервые выступил в 1912 году в Саратове.

## Награды

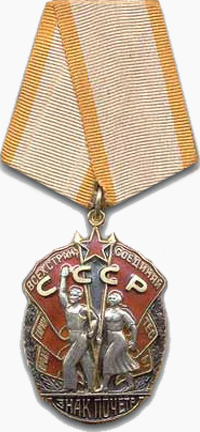
Орден «Знак Почёта»

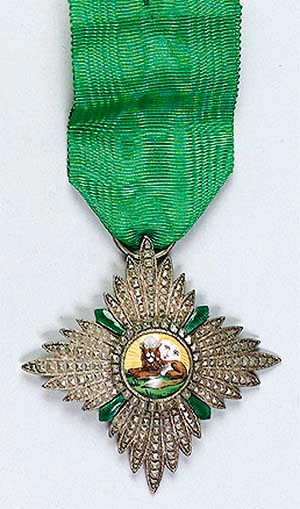
Орден Льва и Солнца

Хаджимукан выступал в 24 странах мира и в общем счёте завоевал 48 различных медалей, не считая наград завоёванных до 1910 года, которые сгорели при пожаре цирка «Турци» в Челябинске. Однако, ни одна из наград не сохранилась у четырёх жён и девяти детей знаменитого борца — будучи великодушным человеком, Хаджимукан с лёгкостью расставался со своими наградами. Почти половину своих медалей он оставил известному борцу Вейланд-Шульцу, когда в Риге он узнал о смерти отца и ему срочно понадобились деньги на возвращение домой.
Среди наград Хаджимукана:
- Орден «Льва и Солнца» — вручён ему персидским падишахом в 1910 году за победу над персидским чемпионом Машрутом.
- Орден «Благоденствия» Маньчжурии — за победу над японским чемпионом Саракики Джиндофу[25].

«Батыр казахского народа» — это официальное почётное звание, присвоенное в 1927 году ЦИК Казахстана Кажымукану Мунайтпасову — первому казаху, ставшему чемпионом мира по борьбе.
Учитывая его многочисленные заслуги перед родиной, в 1945 году Хаджимукан Мунайтпасов был награждён орденом «Знак Почёта».

## Память

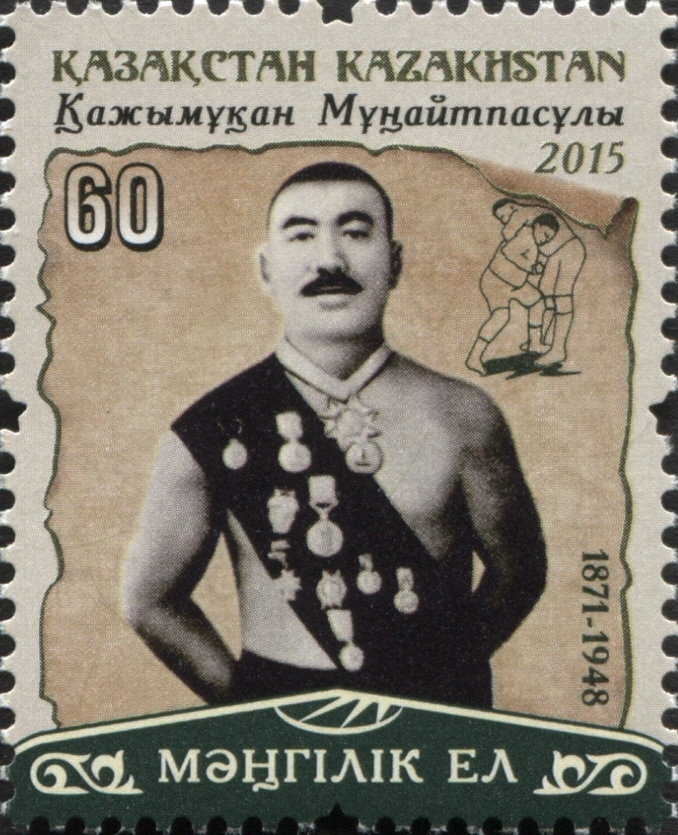
Хаджимукан Мунайтпасов на почтовой марке Казахстана. 2016 г.

В начале 1980-х годов в посёлке Темирлановка (ЮКО) был открыт музей, посвящённый знаменитому борцу. В течение долгих лет этот музей ютился в одной комнате, но после обретения независимости власти выделяют деньги на постройку отдельного здания под музей в виде шапито и торжественно открывают его в честь 130-летия со дня рождения именитого палуана. В рамках этого праздника прошли соревнования по борьбе между казахстанскими, узбекскими и таджикскими спортсменами. В музее хранится около пятисот экспонатов: личные вещи Хаджимукана, его награды, документальные кинохроники и фотографии.
Имя Мунайтпасова носит улица и школа-интернат спортивного профиля в Алма-Ате; в его честь названа одна из улиц в Астане и центральный стадион Астаны, рядом с которым 15 июня 2005 года был открыт футбольный сквер и центральный стадион Шымкента, рядом с которым установлен памятник борцу. О нём были сняты документальный фильм «Его звали Хаджи-Мукан» (1978) и художественный фильм «Знай наших!» (1985).
Хаджимукану посвящена книга Калмакана Абдукадырова «Қажымұқан» («Жалын», Алма-Ата, 1981) и документальная повесть Алимкула Буркитбаева «Хаджи-Мукан» («Жалын», Алма-Ата, 1983). В память о Хаджимукане был назван посёлок, где он родился в Целиноградском районе.
В 2021 году Банк Казахстана выпустил памятную монету 100 тенге.
- Ледокольно-буксировочный катер береговой охраны Казахстана носит имя «Кажымукан».

## Фильм
В 1985 году на киностудии «Казахфильм» режиссёр Султан-Ахмет Ходжиков снял фильм о борце — «Знай наших!», роль Хаджи Мукана исполнил Алеухан Бекбулатов — не актёр, а простой сельский тракторист, очень сильный и внешне очень похожий на легендарного силача.
В 2024 режиссер Канагат Мустафин снял биографическую драму "Қажымұқан".  В роли Хаджимукана Мунайтпасова - Ербол Толепберген.  Премьера состоялась 27 сентября.

## Цитаты
Однажды известный казахский поэт Султанмахмут Торайгыров спросил его о сути борьбы, на что он ответил:

Цель борьбы — не в победе или поражении. Она в том, чтобы, стоя в тесном пространстве арены, на глазах тысячной публики бороться за своё счастье. Движение — это внешний рисунок борьбы, а главное содержание в том, чтобы не дать трудностям одолеть себя. Процесс познания борьбы — в самой борьбе.— Смертельная схватка Хаджимукана
Также он говорил:

Человеческая лень — самое страшное зло на свете.

## Комментарии
1. ↑  По данным паспорта
2. ↑  Существуют значительные расхождения в определении даты рождения Хаджимукана: в Краткой энциклопедии КССР (т. 1, стр. 538) в качестве даты рождения указан 1871 год, а в III томе этой же энциклопедии (стр. 345) указан 1886 год. У биографа М. Б. Кизикенова сохранился паспорт Хаджимукана, в котором указана дата 7 апреля 1871 года, с этим мнением были согласны историк М.Брусиловский, журналист Баймуханбетов и поэт Токмагамбетов. Но первая жена Хаджимукана в качестве даты рождения указывала 1883 год. С этим утверждением согласуются публикации в газетах «Айкап» и «Казах». Ещё большую путаницу в этот вопрос внёс Калмакан Абдукадыров, по мнению которого Хаджимукан родился в 1868 году, в Год Дракона. (см. «Кумир степей», Виктор Подрезов)
3. ↑  В то время было много международных чемпионатов.
4. ↑  В одних источниках этого противника называют «Саракики Джиндофу», а в других — «Сар-Кетен».
5. ↑  Например, борец Ян Цыган подарил фронту два танка, а старый товарищ Хаджимукана Вейланд-Шульц пожертвовал на нужды фронта все свои награды и сбережения и подарил фронту танк. На средства цирковых артистов была снабжена целая танковая колонна «Советский цирк».
6. ↑  На этот счёт сведения в источниках разнятся. По своим словам он выступал в 56 странах.